# Carl Moritz Gottsche
Carl Moritz Gottsche (Distretto di Altona, 3 giugno 1808 – Distretto di Altona, 28 settembre 1892) è stato un botanico tedesco.

## Biologia
Si specializzò sugli Marchantiophyta e con Christian G.D. Nees von Esenbeck (1776-1858) e Johann Bernhard Wilhelm Lindenberg (1781-1851) furono autori dell'importante trattato Synopsis Hepaticarum, dal 1844 al 1847.
I suoi 4 000 fogli di disegni e le sue collezioni andarono al Museo Botanico di Berlino, ma furono bruciati nel 1943 durante un attacco aereo. Solo una piccola parte della sua collezione (da una spedizione della Terra del Fuoco) fu ricavata da sua figlia presso l'Istituto Botanico dell'Università di Amburgo.